# Желтау (Акмолинская область)
Желтау (каз. Желтау, до 2010 г. — Октябрь) — аул в Зерендинском районе Акмолинской области Казахстана. Входит в состав сельского округа им. Конай-бия. Код КАТО — 115665800.

## География
Аул расположен на юге района, в 27 км на северо-восток от центра района села Зеренда, в 14 км на север от центра сельского округа села Карауыл Конай-бия.
Аул расположен возле озера Желтауское.

### Улицы[3]
- ул. Желтау.

### Ближайшие населённые пункты
- село Уялы в 8 км на севере,
- село Енбекбирлик в 10 км на западе,
- село Карауыл Конай-бия в 14 км на юге,
- село Жамантуз в 15 км на востоке.

## Население
В 1989 году население аул составлял 217 человек (из них казахов 60%, татаров 29%).
В 1999 году население аул составлял 138 человек (67 мужчин и 71 женщина). По данным переписи 2009 года, в ауле проживал 75 человек (40 мужчин и 35 женщин).
| Численность населения | Численность населения | Численность населения |
| 1989                  | 1999                  | 2009                  |
| --------------------- | --------------------- | --------------------- |
| 217                   | ↘138                  | ↘75                   |